# Miodrag Aksentijević
Miodrag Aksentijević (geboren am 22. Juli 1983) ist ein serbischer Futsal-Torwart, der für den deutschen Futsal-Bundesligisten Stuttgarter Futsal Club 2020 und die serbische Futsal-Nationalmannschaft spielt.
Aksentijević spielte von 2010 bis 2014 bei KMF Ekonomac Kragujevac (Serbien) und wurde mit dieser Mannschaft in jeder Saison Meister der Liga Sérvia Futsal.
Anschließend spielte er bei Tulpar-ikar Qaraghandy (Kazakhstan), unter anderem in der UEFA Futsal Champions League 2013/14.
Er spielte weiter für europäische Spitzenteams. So gewann er mit MFK Tyumen (Sibirien) die russische Futsal-Superleague 2018/19 und mit ACCS Asnières Villeneuve 92 (Villeneuve-Saint-Georges) das französische Championnat D1 Futsal 2020/21.
Er vertrat auch die serbische Futsal-Nationalmannschaft bei der FIFA Futsal-Weltmeisterschaft 2012 in Thailand, den Futsal-Europameisterschaften 2012, 2016 und 2018 sowie der FIFA Futsal-Weltmeisterschaft 2021 in Litauen.

## Besonderheiten
In der Saison 2021/22 wurde Aksentijević wegen rohen Spiels des Feldes verwiesen und vom Sportgericht des DFB für zwei Meisterschaftsspiele der Futsal-Bundesliga gesperrt.